# Beatrix Sicilská (1307)
Beatrix Sicilská (italsky Beatrice di Sicilia, 1260? - 1307?) byla markraběnka ze Saluzza z dynastie Štaufů.

## Život
Byla dcerou sicilského krále Manfréda a jeho druhé manželky Heleny, dcery epirského despoty Michaela Komnena Dukase. Manfréd padl při pokusu o obranu svého štaufského dědictví v bitvě u Beneventa roku 1266. Po zprávě o manželově smrti se Helena pokusila i s dětmi utéct k otci do Epiru. Po nátlaku papežských agentů ji zradila posádka hradu v Trani a počátkem března 1266 byla vydána do rukou vítězného Karla z Anjou. Byla separována od svých dětí a uvězněna v Noceře, kde po pěti letech věznění zemřela.
Beatrix byla po matčině smrti držena ve vězení na Castel dell'Ovo. Propuštěna byla na svobodu roku 1284, po vítězství Rogera z Laurie v námořní bitvě u Neapole, kde padl do zajetí syn Karla z Anjou. Roku 1287 se provdala za Manfréda ze Saluzza a jejich jediný syn dostal štaufské jméno Fridrich po svém pradědečkovi. Zemřela okolo roku 1307 a zdá se, že je pohřbena v katedrále v Palermu, po boku svých štaufských předků.

## Děti
- Kateřina, provdala se za Williama Ensigna, lorda z Barge
- Fridrich I. ze Saluzza (1287 - 29. září 1336)

## Původ

##### Prosím, kdo umí tabulku ať ji udělá. Nejde mi udělat. Děkuji
|                  | Rodiče             | Rodiče               | Rodiče              | Prarodiče               | Prarodiče            | Prarodiče          | Praprarodiče | Praprarodiče         | Praprarodiče         |
| Beatrix Sicilská |                    | Manfred Sicilský     |                     |                         | Fridrich II. Švábský |                    |              | Jindřich VI. Švábský | Frederick Barbarossa |
| Beatrix Sicilská | Beatrix Burgundská | Manfred Sicilský     |                     |                         | Fridrich II. Švábský |                    |              | Jindřich VI. Švábský |                      |
| Beatrix Sicilská |                    |                      |                     | Konstancie z Hauteville | Fridrich II. Švábský | Roger II. Sicilský |              |                      |                      |
| Beatrix Sicilská |                    |                      |                     | Konstancie z Hauteville |                      | Roger II. Sicilský |              |                      |                      |
| Beatrix Sicilská | Beatrix z Rethelu  |                      |                     | Konstancie z Hauteville |                      |                    |              |                      |                      |
| Beatrix Sicilská |                    | Bonifác I. z Agliana | ...                 |                         |                      |                    |              |                      |                      |
| Beatrix Sicilská | Bianca Lancia      | Bonifác I. z Agliana | ...                 |                         |                      |                    |              |                      |                      |
| Beatrix Sicilská | ...                | Bonifác I. z Agliana |                     |                         |                      |                    |              |                      |                      |
| Beatrix Sicilská |                    | Bianca Lancia        | Manfred I. Lancia   |                         |                      |                    |              |                      |                      |
| Beatrix Sicilská |                    | Bianca Lancia        | Manfred I. Lancia   |                         |                      |                    |              |                      |                      |
| Beatrix Sicilská | ...                | Bianca Lancia        |                     |                         |                      |                    |              |                      |                      |
| Beatrix Sicilská | Elena Ducasová     | Bianca Lancia        |                     |                         |                      |                    |              |                      |                      |
| Beatrix Sicilská | ...                | ...                  |                     |                         |                      |                    |              |                      |                      |
| Beatrix Sicilská | ...                | ...                  | Michael II. z Epiru |                         |                      |                    |              |                      |                      |
| Beatrix Sicilská | ...                | ...                  |                     |                         |                      |                    |              |                      |                      |
| Beatrix Sicilská |                    |                      |                     | ...                     | ...                  |                    |              |                      |                      |
| Beatrix Sicilská |                    |                      |                     | ...                     | ...                  |                    |              |                      |                      |
| Beatrix Sicilská | ...                |                      |                     | ...                     |                      |                    |              |                      |                      |
| Beatrix Sicilská |                    | Giovanni Petralife   | ...                 |                         |                      |                    |              |                      |                      |
| Beatrix Sicilská | Theodora z Arty    | Giovanni Petralife   | ...                 |                         |                      |                    |              |                      |                      |
| Beatrix Sicilská | ...                | Giovanni Petralife   |                     |                         |                      |                    |              |                      |                      |
| Beatrix Sicilská |                    |                      |                     |                         |                      |                    |              |                      |                      |
| Beatrix Sicilská |                    | Elena                | ...                 |                         |                      |                    |              |                      |                      |
| Beatrix Sicilská |                    | Elena                | ...                 |                         |                      |                    |              |                      |                      |
| Beatrix Sicilská | ...                | Elena                |                     |                         |                      |                    |              |                      |                      |